# Gran Premio motociclistico di Spagna 1981
Il Gran Premio motociclistico di Spagna fu il sesto appuntamento del motomondiale 1981.
Si svolse il 24 maggio 1981 sul circuito permanente del Jarama, e corsero le classi 50, 125 e 250, oltre che i sidecar, alla presenza di 12.000 spettatori, che esposero striscioni per l'assenza della 500.
Le vittorie sono andate al tedesco Anton Mang nelle 250, agli spagnoli Ángel Nieto e Ricardo Tormo rispettivamente nelle 125 e nella 50, e all'equipaggio svizzero Rolf Biland-Kurt Waltisperg nei sidecar.

## Classe 250
Il tedesco Anton Mang ottiene il terzo successo sulle cinque gare sin qui disputate ed è in testa anche nella classifica provvisoria del mondiale. Alle sue spalle si piazzano il francese Jean-François Baldé, che segue Mang anche in classifica iridata, e il venezuelano Carlos Lavado.

### Arrivati al traguardo
| Pos. | Pilota                 | Moto       | Tempo    | Griglia | Punti |
| ---- | ---------------------- | ---------- | -------- | ------- | ----- |
| 1    | Anton Mang             | Kawasaki   | 49'59.29 | 1       | 15    |
| 2    | Jean-François Baldé    | Kawasaki   | 50'08.21 | 3       | 12    |
| 3    | Carlos Lavado          | Yamaha     | 50'12.15 | 2       | 10    |
| 4    | Richard Schlachter     | Yamaha     | 50'15.47 | 9       | 8     |
| 5    | Jean-Louis Guignabodet | Kawasaki   | 50'16.30 |         | 6     |
| 6    | Patrick Fernandez      | Yamaha     | 50'26.12 |         | 5     |
| 7    | Maurizio Massimiani    | Ad majora  | 50'34.39 |         | 4     |
| 8    | Martin Wimmer          | Yamaha     | 50'41.55 | 5       | 3     |
| 9    | Graeme Geddes          | Yamaha     | 50'42.41 | 7       | 2     |
| 10   | Thierry Espié          | Yamaha     | 50'44.09 |         | 1     |
| 11   | Alan North             | Yamaha     | 50'51.28 |         |       |
| 12   | Sauro Pazzaglia        | MBA        | 50'56.09 |         |       |
| 13   | Roland Freymond        | Ad Majora  | 50'57.32 | 8       |       |
| 14   | Loris Reggiani         | Yamaha     | 51'22.18 |         |       |
| 15   | Jean-Marc Toffolo      | Rotax      | 51'25.24 |         |       |
| 16   | Jean-Louis Tournadre   | Yamaha     | 51'25.56 |         |       |
| 17   | Karl-Thomas Grässel    | Yamaha     | 51'26.11 |         |       |
| 18   | Franco Marchegiani     | Yamaha     | 1 giro   |         |       |
| 19   | Paolo Ferretti         | Yamaha     | 1 giro   |         |       |
| 20   | Éric Saul              | Chevallier | 1 giro   |         |       |
| 21   | Tony Head              | Yamaha     | 1 giro   |         |       |
| 22   | Carlos Morante         | Yamaha     | 2 giri   |         |       |

### Ritirati
| Pilota             | Moto         | Motivo | Griglia |
| ------------------ | ------------ | ------ | ------- |
| Didier de Radiguès | Yamaha       |        | 6       |
| Michel Rougerie    | Yamaha       |        | 10      |
| Hervé Guilleux     | Siroko-Rotax |        |         |
| Ángel Nieto        | Siroco-Rotax |        | 18      |
| Clive Horton       | Armstrong    |        |         |
| Roger Sibille      | Yamaha       |        | 4       |
| Sito Pons          | Siroko-Rotax |        | 22      |
| Bruno Kneubühler   | Rotax        |        |         |

## Classe 125
Nell'ottavo di litro prosegue il dominio incontrastato del pilota spagnolo Ángel Nieto che ottiene la sua quinta vittoria su sei gare disputate e ha quasi il doppio di punti in classifica rispetto al suo compagno di squadra in Minarelli, l'italiano Loris Reggiani che in questa occasione si piazza al quinto posto. Sul podio con Nieto il venezuelano Ivan Palazzese e l'italiano Pier Paolo Bianchi arrivati immediatamente alla spalle di Nieto con un distacco inferiore al secondo.

### Arrivati al traguardo
| Pos. | Pilota             | Moto       | Tempo    | Griglia | Punti |
| ---- | ------------------ | ---------- | -------- | ------- | ----- |
| 1    | Ángel Nieto        | Minarelli  | 47'19.23 | 4       | 15    |
| 2    | Ivan Palazzese     | MBA        | 47'20.24 | 5       | 12    |
| 3    | Pier Paolo Bianchi | MBA        | 47'20.13 | 2       | 10    |
| 4    | Hans Müller        | MBA        | 47'33.23 | 1       | 8     |
| 5    | Loris Reggiani     | Minarelli  | 47'56.11 | 6       | 6     |
| 6    | Jacques Bolle      | Motobécane | 47'56.22 | 8       | 5     |
| 7    | Stefan Dörflinger  | MBA        | 48'09.46 | 7       | 4     |
| 8    | Hugo Vignetti      | MBA        | 48'11.33 | 12      | 3     |
| 9    | Yves Dupont        | MBA        | 48'15.45 | 9       | 2     |
| 10   | Henk van Kessel    | EGA        | 48'26.19 | 10      | 1     |
| 11   | Willy Pérez        | MBA        | 48'47.30 | 16      |       |
| 12   | Eugenio Lazzarini  | Iprem      | 1 giro   | 17      |       |
| 13   | Joe Genoud         | MBA        | 1 giro   | 20      |       |
| 14   | Theo Timmer        | MBA        | 1 giro   | 22      |       |
| 15   | Bernard Gatti      | MBA        | 2 giri   | 25      |       |
| 16   | Chris Baert        | MBA        | 3 giri   | 24      |       |

### Ritirati
| Pilota               | Moto      | Motivo | Griglia |
| -------------------- | --------- | ------ | ------- |
| Maurizio Vitali      | MBA       |        | 11      |
| Antonio Garcia       | MBA       |        | 19      |
| Juan Carlos Gonzales | MBA       |        | 18      |
| Guy Bertin           | Sanvenero |        | 3       |
| Pablo Cegarra        | MBA       |        | 23      |
| Alfred Waibel        | MBA       |        | 14      |
| Johnny Wickström     | MBA       |        | 13      |
| Jacky Hutteau        | MBA       |        | 21      |

## Classe 50
Nella classe di minor cilindrata del mondiale, qui alla terza presenza stagionale, si impone lo spagnolo Ricardo Tormo al suo secondo successo e che precede lo svizzero Stefan Dörflinger (provvisoriamente in testa alla classifica mondiale) e il francese Yves Dupont.

### Arrivati al traguardo
| Pos. | Pilota             | Moto     | Tempo    | Griglia | Punti |
| ---- | ------------------ | -------- | -------- | ------- | ----- |
| 1    | Ricardo Tormo      | Bultaco  | 34'56.36 | 1       | 15    |
| 2    | Stefan Dörflinger  | Kreidler | 35'19.25 | 2       | 12    |
| 3    | Yves Dupont        | ABF      | 35'34.57 | 3       | 10    |
| 4    | Theo Timmer        | Bultaco  | 35'53.03 | 4       | 8     |
| 5    | Rolf Blatter       | Kreidler | 36'15.21 | 5       | 6     |
| 6    | Hagen Klein        | Kreidler | 36'17.38 | 7       | 5     |
| 7    | Claudio Lusuardi   | Villa    | 36'18.05 | 9       | 4     |
| 8    | Ingo Emmerich      | Kreidler | 36'33.18 | 11      | 3     |
| 9    | Pascal Kambourian  | Kreidler | 1 giro   | 14      | 2     |
| 10   | Joaquin Galí       | Bultaco  | 1 giro   | 12      | 1     |
| 11   | Yves Le Toumelin   | TYL      | 1 giro   | 16      |       |
| 12   | Günter Schirnhofer | Kreidler | 1 giro   | 17      |       |
| 13   | Joe Genoud         | RYB      | 1 giro   | 13      |       |
| 14   | Chris Baert        | CVD      | 1 giro   | 18      |       |
| 15   | Ramon Gali         | Kreidler | 1 giro   | 21      |       |
| 16   | Reiner Koster      | Kreidler | 1giro    | 22      |       |
| 17   | José M. Baena      | Kreidler | 2 giri   | 23      |       |
| 18   | Vicente Ferrer     | Kreidler | 2 giri   | 20      |       |

### Ritirati
| Pilota              | Moto     | Motivo | Griglia |
| ------------------- | -------- | ------ | ------- |
| Daniel Mateos       | Kreidler |        | 10      |
| Alfonso Maner       | Kreidler |        | 15      |
| Pedro Cegarra       | Kreidler |        | 19      |
| George Looijesteijn | Kreidler |        | 8       |
| Antonio Garcia      | Kreidler |        | 25      |
| Gehrard Singer      | Kreidler |        | 24      |
| Henk van Kessel     | Kreidler |        | 6       |

## Classe sidecar
La quarta gara del mondiale è dominata dall'equipaggio Rolf Biland-Kurt Waltisperg, che ottiene la seconda vittoria consecutiva precedendo al traguardo Alain Michel-Michael Burkhard. Arrivano invece ultimi e molto attardati Jock Taylor e Benga Johansson, fino a questo momento leader della classifica; dopo essere stati nel gruppo di testa nelle prime fasi sono dovuti infatti rientrare ai box per problemi tecnici, ma grazie ai ritiri di diversi concorrenti ottengono comunque il nono posto e due punti iridati.
La graduatoria vede ora un cambio al vertice: Michel conduce con 47 punti, Biland è secondo a 42, Taylor lo segue a 41.

### Arrivati al traguardo
| Pos | Pilota           | Passeggero        | Moto          | Tempo      | Punti |
| --- | ---------------- | ----------------- | ------------- | ---------- | ----- |
| 1   | Rolf Biland      | Kurt Waltisperg   | LCR-Yamaha    | 45' 07" 54 | 15    |
| 2   | Alain Michel     | Michael Burkhardt | Seymaz-Yamaha | 46' 02" 31 | 12    |
| 3   | Masato Kumano    | Kunio Takeshima   | LCR-Yamaha    | 46' 09" 96 | 10    |
| 4   | Derek Jones      | Brian Ayres       | Yamaha        | 47' 13" 46 | 8     |
| 5   | Michel Vanneste  | Serge Vanneste    | Seymaz-Yamaha | +1 giro    | 6     |
| 6   | Peter Campbell   | Dick Goodwin      | Yamaha        |            | 5     |
| 7   | Wolfgang Stropek | Karl Altrichter   | Yamaha        | +3 giri    | 4     |
| 8   | Trevor Ireson    | Clive Pollington  | Yamaha        |            | 3     |
| 9   | Jock Taylor      | Benga Johansson   | Fowler-Yamaha | +5 giri    | 2     |